# 金東振
金東振（朝鮮語：김동진，1913年3月22日-2009年7月31日），朝鮮作曲家、指揮家。朝鮮平安南道安州市出身，留學日本，畢業於日本音樂高等學校。2008年，被韓國親日人名辭典編纂委員會編入《親日人名辭典》公開發表。
2009年7月31日因老衰在首爾特別市逝世。享年96歲。